# Jay Gorter
Jay Gorter (Amsterdam , 30 mei 2000) is een Nederlands voetballer die als doelman speelt. Hij verruilde Ajax in de zomer van 2025 voor Paphos FC. 

## Carrière

### Go Ahead Eagles
Gorter speelde in de jeugd van FC Purmerend, Ajax, AFC, AZ en Go Ahead Eagles. Sinds 2019 maakte hij deel uit van de eerste selectie van Go Ahead Eagles. Hij debuteerde voor Go Ahead op 29 oktober 2019, in de met 1–3 gewonnen uitwedstrijd in het toernooi om de KNVB Beker tegen Almere City. In het seizoen 2020/21 was hij basisspeler bij Go Ahead en hield hij in zevenendertig wedstrijden vijfentwintig keer de nul, een record.

### Ajax
Gorter tekende een contract tot medio 2025 bij Ajax, ingaand per 1 juli 2021. Hij speelde voor Jong Ajax, en debuteerde op 20 januari 2022 in het eerste elftal van Ajax tijdens de bekerwedstrijd tegen Excelsior Maassluis. Zijn eredivisiedebuut volgde in de laatste competitiewedstrijd, tegen Vitesse. Bij de start van het seizoen 2022/23 mocht hij het doel verdedigen tijdens de wedstrijd tegen PSV om de Johan Cruijff Schaal. In de Eredivisie was hij reserve achter Remko Pasveer.

### Verhuur aan Aberdeen
Op 31 januari 2023 werd Gorter voor het resterende seizoen 2022/23 verhuurd aan Aberdeen, uitkomend in de Scottish Premiership. Hij keepte 4 wedstrijden bij de Schotse club.

### Terugkeer bij Ajax
Bij de start van seizoen 2023/24 keerde hij terug naar Ajax, waar Gerónimo Rulli inmiddels eerste keeper was geworden. Nadat Rulli in de eerste competitiewedstrijd zwaar geblesseerd raakte, kreeg Gorter alsnog de kans als eerste doelman. Op 25 augustus kwam hij voor het eerst in Europees verband in actie, tijdens een kwalificatiewedstrijd voor de Europa League, uit tegen Ludogorets. Op 22 oktober raakte hij tijden de uitwedstrijd tegen Utrecht geblesseerd. Hij werd tijdens de wedstrijd vervangen door Diant Ramaj. Ramaj bleef echter de rest van het seizoen eerste keeper bij Ajax, ondanks de terugkomst van Rulli en Gorter. Gorter bleef daardoor voor de rest van het seizoen 3e keeper, achter Diant Ramaj en Gerónimo Rulli.
Bij de start van het seizoen 2024/25 was Gorter, ondanks het vertrek van Gerónimo Rulli derde keeper achter Remko Pasveer en Diant Ramaj. Gorter werd wel ingeschreven voor de Europa League. Nadat Ramaj in de winterstop vertrok was Gorter alsnog derde keeper achter huurling Matheus Lima Magalhães, al werd deze keeper niet ingeschreven voor de Europa League waardoor Gorter op 6 maart tegen Eintracht Frankfurt kon invallen voor de geblesseerd geraakte Remko Pasveer, deze wedstrijd werd met 2-1 verloren.

## Statistieken

### Beloften
| Seizoen | Club      | Competitie     | Competitie | Competitie |
| Seizoen | Club      | Competitie     | Wed.       | Dlp.       |
| ------- | --------- | -------------- | ---------- | ---------- |
| 2021/22 | Jong Ajax | Eerste divisie | 18         | 0          |
| Totaal  | Totaal    | Totaal         | 18         | 0          |

Bijgewerkt t/m 31 juli 2022.

### Senioren
| Seizoen                    | Club            | Competitie     | Competitie | Competitie | Beker | Beker | Internationaal | Internationaal | Totaal | Totaal |
| Seizoen                    | Club            | Competitie     | Wed.       | Dlp.       | Wed.  | Dlp.  | Wed.           | Dlp.           | Wed.   | Dlp.   |
| -------------------------- | --------------- | -------------- | ---------- | ---------- | ----- | ----- | -------------- | -------------- | ------ | ------ |
| 2018/19                    | Go Ahead Eagles | Eerste divisie | 0          | 0          | 0     | 0     | —              | —              | 0      | 0      |
| 2019/20                    | Go Ahead Eagles | Eerste divisie | 0          | 0          | 2     | 0     | —              | —              | 2      | 0      |
| 2020/21                    | Go Ahead Eagles | Eerste divisie | 37         | 0          | 3     | 0     | —              | —              | 40     | 0      |
| 2021/22                    | Ajax            | Eredivisie     | 1          | 0          | 1     | 0     | —              | —              | 2      | 0      |
| 2022/23                    | Ajax            | Eredivisie     | 0          | 0          | 1     | 0     | —              | —              | 1      | 0      |
| 2022/23                    | → Aberdeen      | Premiership    | 4          | 0          | 0     | 0     | —              | —              | 4      | 0      |
| 2023/24                    | Ajax            | Eredivisie     | 8          | 0          | 0     | 0     | 4              | 0              | 12     | 0      |
| Carrièretotaal             | Carrièretotaal  | Carrièretotaal | 50         | 0          | 7     | 0     | 4              | 0              | 59     | 0      |
| Bijgewerkt op 25 juli 2024 |                 |                |            |            |       |       |                |                |        |        |

## Erelijst
| Competitie | Aantal | Jaren   |
| Ajax       | Ajax   | Ajax    |
| ---------- | ------ | ------- |
| Eredivisie | 1x     | 2021/22 |